# Юрлов, Андреян Моисеевич
Андреян (Адриан) Моисеевич Юрлов (ок. 1700—1791) — офицер российского императорского флота, мореплаватель, участник Великой Северной экспедиции в составе отряда Беринга-Чирикова. Исследовал берега Северной Америки, участвовал в открытии архипелага Александра, провёл съёмку и описал восточный берег полуострова Камчатка от Авачинской губы до мыса Кроноцкого. Преподавал в Охотской навигацкой школе, исполнял обязанности командира Охотского порта и флотилии; руководитель Иркутской навигацкой школы, шкипер 1 ранга, лейтенант флота.

## Биография
Учился в Школе математических и навигацких наук, с 1715 года продолжил обучение в Академии морской гвардии. В 1735 году Юрлов поступил на флот гардемарином с назначением во Вторую Камчатскую экспедицию (1732—1743) в отряд Беринга-Чирикова.
В 1741 году на пакетботе «Святой Павел» плавал к северо-западным берегам Америки, участвовал в открытии архипелага Александра, осмотре и описи американского побережья. Исследовал Вилючинскую бухту и по поручению А. И. Чирикова — помощника начальника экспедиции В. Беринга, описал восточный берег полуострова Камчатки от Авачинской губы (подробно описанной И. Ф. Елагиным) до мыса Кроноцкого. 15 мая 1742 года был отправлен в Санкт-Петербург с рапортом о плавании к берегам Северной Америки и коллекцией А. И. Чирикова (четыре гарпуна и шляпа-козырёк).
С 1743 года, после окончания Великой Северной экспедиции, остался на Дальнем Востоке в Охотске, плавал в Охотском море. 26 июня 1746 года был произведён в мичманы «за бытность в Камчатской экспедиции».
В 1756—1757 годах мичман Юрлов с экипажем торгового судна зимовал на острове Матуа. В 1757 году произведён в шкиперы 1 ранга. С 1760 года преподавал математику и специальные дисциплины в Охотской навигацкой школе.
С 1771 года служил шкипером в Охотском порту. 19 (30) сентября 1774 года Юрлов был определён в Охотскую портовую контору. Через год переименован в лейтенанты, назначен заведующим хозяйства и снабжением порта, был помощником командира Охотского порта капитан-лейтенанта С. И. Зубова. В 1779—1781 годах исполнял обязанности командира Охотского порта и флотилии. С 1780 года вёл надзор за Охотской навигацкой школой.
12 (23) января 1781 года отдан под суд «за неисполнение служебных обязанностей», в августе 1782 года прощен по манифесту и определён к гражданским делам. В 1785 году под его руководство перешла Иркутская навигацкая школа.
Умер Андреян Моисеевич Юрлов 29 сентября (10 октября) 1791 года в Иркутске.

## Память

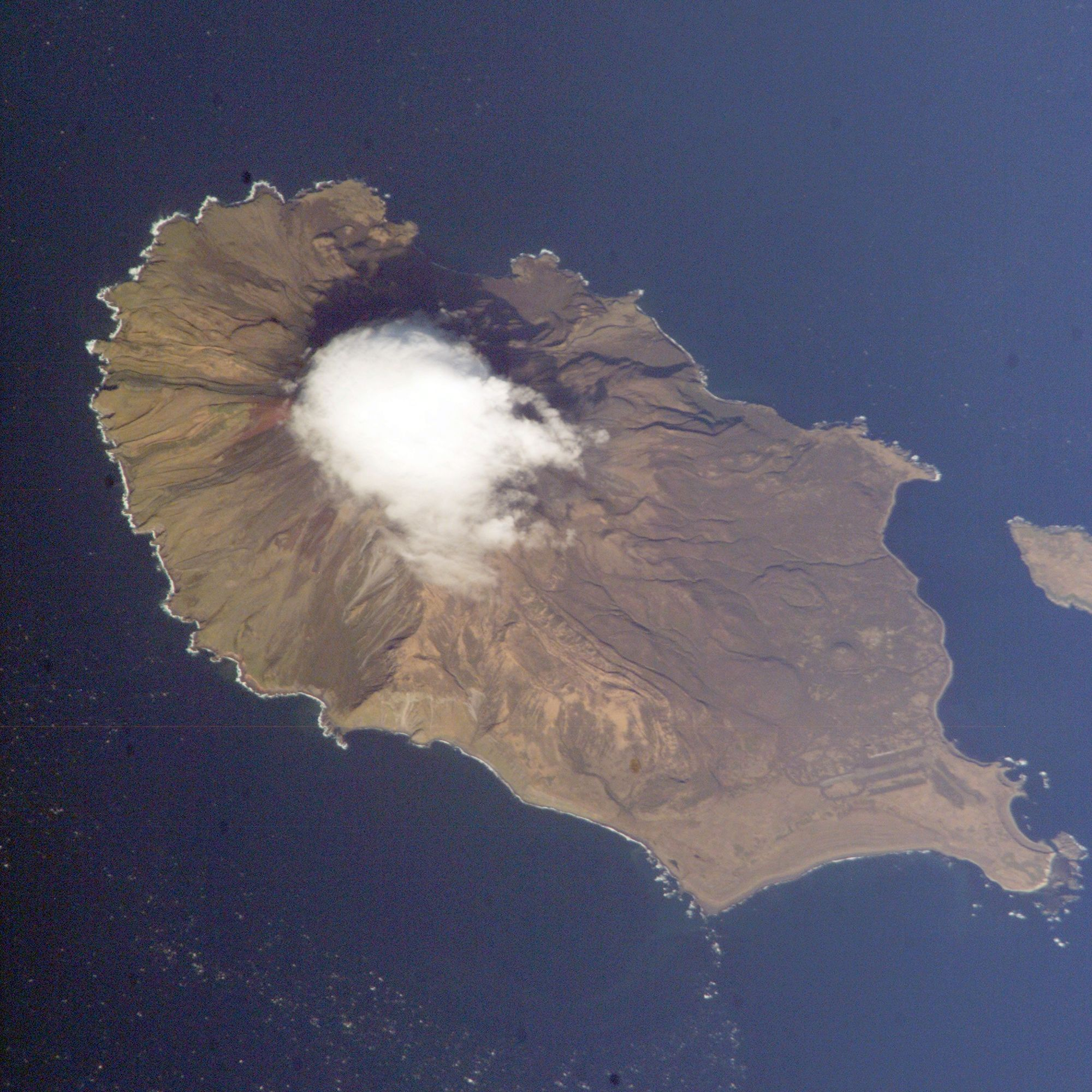
Остров Матуа.

- Самый южный мыс острова Матуа был назван в честь шкипера Юрлова. Впоследствии на топографических картах была допущена опечатка и мыс стал называться Орловым, на морских же картах мыс продолжает оставаться мысом Юрлова[10][1].
- В 2008 году участники восьмой общественной Камчатско-Курильской экспедиции установили на острове Матуа памятную доску с надписью — «Установлена в честь первой зимовки в 1756—1757 гг. на о. Матуа шкипера 1 ранга Андреяна Юрлова. 8-я историческая экспедиция ПСКР „Орел“. Июнь 2008 года»[11].